# The Unpleasantness at the Bellona Club
The Unpleasantness at the Bellona Club (in het Nederlands verschenen onder de titels Soesah op de soos en Kabaal op de Bellona Club) is een detectiveroman van de Engelse schrijfster Dorothy L. Sayers uit 1928. Het is het vierde boek in een serie van elf romans rond de aristocratische amateurdetective Lord Peter Wimsey.

## Korte inhoud
De oude generaal Fentiman wordt dood aangetroffen in zijn stoel bij de haard in de Londense Bellona Club, waar Lord Peter ook lid van is. Het toeval wil dat ook de bejaarde rijke zuster van de generaal, Lady Dormer, met wie hij al lange tijd geen contact heeft onderhouden, rond dezelfde tijd is overleden. De kwestie die zich hierop ontwikkelt gaat over de toewijzing van het in haar testament vermaakte vermogen. Het testament vermeldt dat, bij haar overlijden voor de dood van haar broer, het leeuwendeel van het geld zal gaan naar de generaal. In het geval dat de man eerder zou overlijden zouden hij en zijn familieleden slechts een klein deel van het fortuin erven en zou de rest worden nagelaten aan de schilderes Ann Dorland, een ver familielid van haar overleden man, die in het huis van Lady Dormer een atelier heeft. Lord Peter wordt gevraagd te assisteren bij het onderzoek naar wie van de twee bejaarde mensen het eerst is overleden.
Op 10 november wordt de oude Fentiman bij het sterfbed van zijn zus geroepen, waarbij zij hem de voorwaarden van haar testament uiteenzet. De 90 jaar oude generaal heeft twee kleinzoons, Robert en George, die het geld goed zouden kunnen gebruiken, met name de door de oorlog getraumatiseerde George, die emotioneel zeer labiel is en zichzelf niet altijd in de hand heeft.
 
Lady Dormer sterft de volgende ochtend om 10:37, op Remembrance Day. Diezelfde middag wordt de oude Fentiman dood aangetroffen in de Bellona Club. Enkele eigenaardigheden komen al snel naar voren. Zo heeft de oude heer zich na het bezoek aan zijn zuster naar zijn arts begeven omdat hij zich niet goed voelde en vervolgens is hij niet naar huis teruggekeerd, ook niet voor de nacht. Verder blijkt dat de rigor mortis is ingetreden, maar dat een van zijn benen onder de knie niet meer verstijfd is, wat ongebruikelijk is omdat de rigor zich gewoonlijk vanaf het hoofd naar onder toe oplost. Daarnaast valt op dat de generaal geen poppy op zijn pak draagt, zoals verwacht mocht worden van iemand in zijn positie.
De verdenking gaat uit naar diverse personen, met name naar Ann Dorland, die onder de juiste omstandigheden een bedrag van meer dan een half miljoen pond zal erven. Zij blijkt zich bovendien bezig te houden met scheikundige experimenten en heeft zich verdiept in de wereld van medicijnen en vergiften. Ook de kleinzoons vallen onder verdenking van manipulaties en de jonge George gaat in zijn verwarring zelfs zover dat hij de moord bekent.
Het onderzoek door Peter Wimsey, zoals altijd bijgestaan door zijn bediende Bunter en ook, evenals in vorige zaken, door zijn vriend, inspecteur Charles Parker van Scotland Yard, is veelomvattend. Aangezien er sprake lijkt te zijn van een geval van vergiftiging wordt het lichaam van de generaal opgegraven voor nader onderzoek. De daarbij gevonden gegevens leiden uiteindelijk tot de ontmaskering van de dader.

## Verfilming
The Unpleasantness at the Bellona Club werd in 1972 bewerkt voor een film in het kader van een televisieserie naar de werken van Dorothy Sayers. De rol van Lord Peter werd vertolkt door Ian Carmichael.